# Специјална болница Озрен
Специјална болница Озрен или Специјална болница за плућне болести „Озрен” Сокобања је државна здравствена установа у систему здравства Србије намењена за превенцију, лечење и рехабилитацију  специфичних и неспецифичних плућних и очних болести. 

## Положај
Специјална болница Озрен се налази на падинама истоимене планине, у склопу излетишта Озрен  на око 5 км од центра Сокобање, у првој еколошкој општини Србије. Удаљена је 240 km југоисточно од Београда, 65 km североисточно од Ниша, и 35 km источно од Алексинца и Коридора 10, на 581 метар надморске висине, у специфичном природном, климатском, историјском и културном окружењу планине Озрен и сокобањске котлине.
У непосредној близини болнице налазе се лепо уређени терени за мале спортове (фудбал, кошарка, одбојка, тенис),  мало језеро порибљено пастрмком, на самом извору речице Градашница. Низводно од извора, на око 200 m, налази се „Рипаљка“, један од најлепших и највећих водопада у Србији. У близини Очног одељења болнице је и „Камен љубави”, „својеврсна природна атракција за коју се прича да је пали метеор који наводно доноси срећу у љубави.” 
Околина болнице као и цела планина Озрен позната је по идеалним местима за излете и видиковцима са којих се пружа панорамски поглед на сокобањску котлину и планину Ртањ. Западно од специјалне болнице налази се манастир Јерменчић из 14.века, посвећен Архангелима Гаврилу и Михаилу, откривена у 19. веку.

## Историја
Болница на Озрену код Сокобање основала је Министарство здравља ондашње Краљевина Југославија 1935.године. Токо Другог светског рата, 1. јануара 1942. године у оквиру болнице основано је државно лечилиште за плућне облике туберкулозе. На ову одлуку власти су се одлучиле због изузетних природно климатски услови какви и дана постоје мало где у свету. 
Климатски и положајни услови болнице у планинском окружењу Озрена, били су главни разлог да се 1956. године у Болници отвори и очно одељење за лечење туберкулозе очију и других хроничних обољења вида. 
Следило је потом 1965. године  формирање пнеумофтизиолошке, интернистичке, офталмолошке, неуропсихијатријске, физијатријске и стоматолошка служба. 
Током седамдесетих и осамдесетих година 20. века, болница је опремљена и другим савременим апаратима и уређајима, што је омогућило отварање још неких сектора и служби и тиме употпунило могућности дијагностиковања и лечења како туберкулозе тако и осталих плућних болести.

## Значај
Значај Специјалне болнице Сокобања, огледа се у томе што у раду са болесницима, захваљујући коришћењу јединствене комбинације лековитих дарова природе (веће надморске висини, кисеоника и зеленило) и достигнућа модерне медицине, постиже значајне резултате у лечењу неспецифичних и специфичних плућних болести.  Лечење висинском климом, у овом случају, субалпском климом (Озрен 1.074 m), у првом реду делује променом атмосферског притиска, који утиче на количину ваздуха у
плућима, крвни притисак, рад срца, функцију вида и функцију других органских система. Озрен на болеснике делује и лепотом
предела, разноврсном флором и могућностима за излет (близина водопада „Рипаљка“ и излетишта „Беле воде“).
Болеснике у овој болници са карактеристикама природне ваздушне бање која делује и лепотом предела, разноврсном флором и могућностима за излет (близина водопада „Рипаљка“ и излетишта „Беле воде“), лечи тим медицинских радника, на одељењима за превенцију, полуинтензивну и интензивну негу и у блоку за респираторну и општу рехабилитацију, што им омогућава брзо постављање дијагнозе и успешан третман.
Болница је сертификована институција у којој се примењују стандарди квалитета система ISO 9001 i HACCP.

## Организација
Болница је смештена у два независна објеката са 280 лежајева, који су ангажовани од Фонда здравствене заштите Републике Србије:
Одељење за пулмологију
Одељење за пулмологију се налази у посебном објекту на Озрену удаљено око 5 км очног одељењ болнице Озрен и центра Сокобања. У саставу овог одељења налази се: Служба за туберкулозу (60 постеља), Служба за неспецифична плућна обољења (60 постеља краткотрајне хоспитализације), Интено одељење (15 постеља)
Одељење за болести ока
Одељење за болести ока се налази у објекту на Калиновићима, на Озрену и око 5 км је удаљено од болнице Озрен, којој припада. У саставу овог одељења налази се 15 болесничких кревета  у Одељењу за очне болести и 15 кревета у Одсеку за стандардну негу. Одељењем управља офталмолог, а на њему раде четири медицинске сестре са помоћним особљем.

### Организационе јединице
Рад у болници функционално је тако организован да се одвија кроз следеће организационе јединице: 
| Организациона јединица                                            | Одељења, сектори |
| ----------------------------------------------------------------- | --- |
| Управа болнице                                                    | Директор — Помоћник директора за медицинске послове — Помоћник директора за немедицинске послове — Главна медицинска сестра |
| Стационарне службе и болничка одељења                             | Пулмологија - Служба за туберкулозу (60 постеља дуготрајне хоспитализације) - Мушко одељење (25 постеља) - Одсек за полуинтензивну негу (3 постеље) - Одсек за стандардну негу (22 постеље) - Женско одељење (25 постеља) - Одсек за полуинтензивну негу (3 постеље) - Одсек за стандардну негу (22 постеље) - Одељење за МДР (мултирезистентну) туберкулозу (10 постеља) - Одсек за полуинтензивну негу (1 постеља) - Одсек за стандардну негу (9 постеља) - Служба за неспецифична плућна обољења (60 постеља краткотрајне хоспитализације) - Одсек за интензивну негу ( 12 постеља) - Одсек за полуинтензивну негу (8 постеља) - Одсек за стандардну негу (40 постеља) - Интено одељење (15 постеља) - Одсек за стандардну негу (15 постеља) Офталмологија - Одељење за очне болести (15 постеља) - Одсек за стандардну негу (15 постеља) |
| Дневна болница                                                    | Са 5 постеља, са службом за неспецифична плућна обољења. |
| Поликлиничка служба са болничком апотеком                         | - Одсек за пријем болесника, амбулантних прегледе, дневне болнице, фактурисање и дигитализацију - Одсек за физикалну медицину и рехабилитацију - Кабинет за рендген и ултразвучну дијагностику - Кабинет за бронхоскопију и инвазивну плућну дијагностику - Кабинет за неинвазивну дијагностику - Јединица за снабдевање и дистрибуцију лекова и медицинског материјала |
| Служба за лабораторијску дијагностику                             | Биохемијска лабораторија — Микробиолошка лабораторија |
| Служба за правне, економско-финансијске, техничке и друге послове | Одсек за правне и економско-финансијске послове — Јединица за правне послове — Јединица за економско-финансијске послове — Јединица за послове интерне контроле Одсек за техничке послове — Јединица исхране болесника — Вешерај — Одржавање хигијене — Одржавање објеката и техничке подршке — Грејање — Транспортна јединица — Јединица за заштиту од пожара |

## Делатност
Специјална болница Озрен је савремена здравствена установа из области пулмологије и офталмологије, специјализована за лечење и рехабилитацију болесника оболелих од специфилних и неспецифичних болести плућа и очију. 
Болница поседује најсавременију опрему за неинвазивну дијагностику, лечење и рехабилитацију и кардиоваскуларних болесника. Уз постојеће природне факторе наведене могућности дају Болници посебну карактеристику.
Здравствена делатност у Болници обавља се преко специјализованих болничких одељења. 

### Превенција и лечење
Основна делатност Болнице је превенција, лечење које се заснива на следећим услугама дијагностике и лечења:
- Неинвазивна механичка вентилација
- Мерење кривуље протока — волумена гасова
- Бронхоскопија
- Биопсија плеуре
- Плеутална пункција и дренаћа плеуре
- Иглена биопсија плућа
- Спирометраија
- Ехо преглед (плеуре, трбуха, лимфних жлезиди, меких ткива, штитне жлезде, дојке, зглобова)
- Гасне анализе крви
- Импулсна осцилометрија
- Телесна плетизмографија
- Бронходилататорни тестови
- Биохемијске анализе крви
- Микробиолошке анализе крви и ткива
- Рендген испитивање (грудног коша, трбуха, коштано-зглобног сиетма)

Највећи број пацијената у болници чине оболели од плућне туберкулозе. Око 60% болесника је са подручја града Београда, 20% из Ниша, а остали долазе из целе Републике Србије.